# Росишки (Киевская область)
Роси́шки (укр. Росішки) — село, входит в Тетиевскую городскую общину Белоцерковского района Киевской области Украины.
Население по переписи 2001 года составляло 523 человека. Почтовый индекс — 09830. Телефонный код — 4560. Занимает площадь 2,149 км². Код КОАТУУ — 3224685801.

09830, Київська обл., Тетіївський р-н, с.Росішки